# Chołodeć

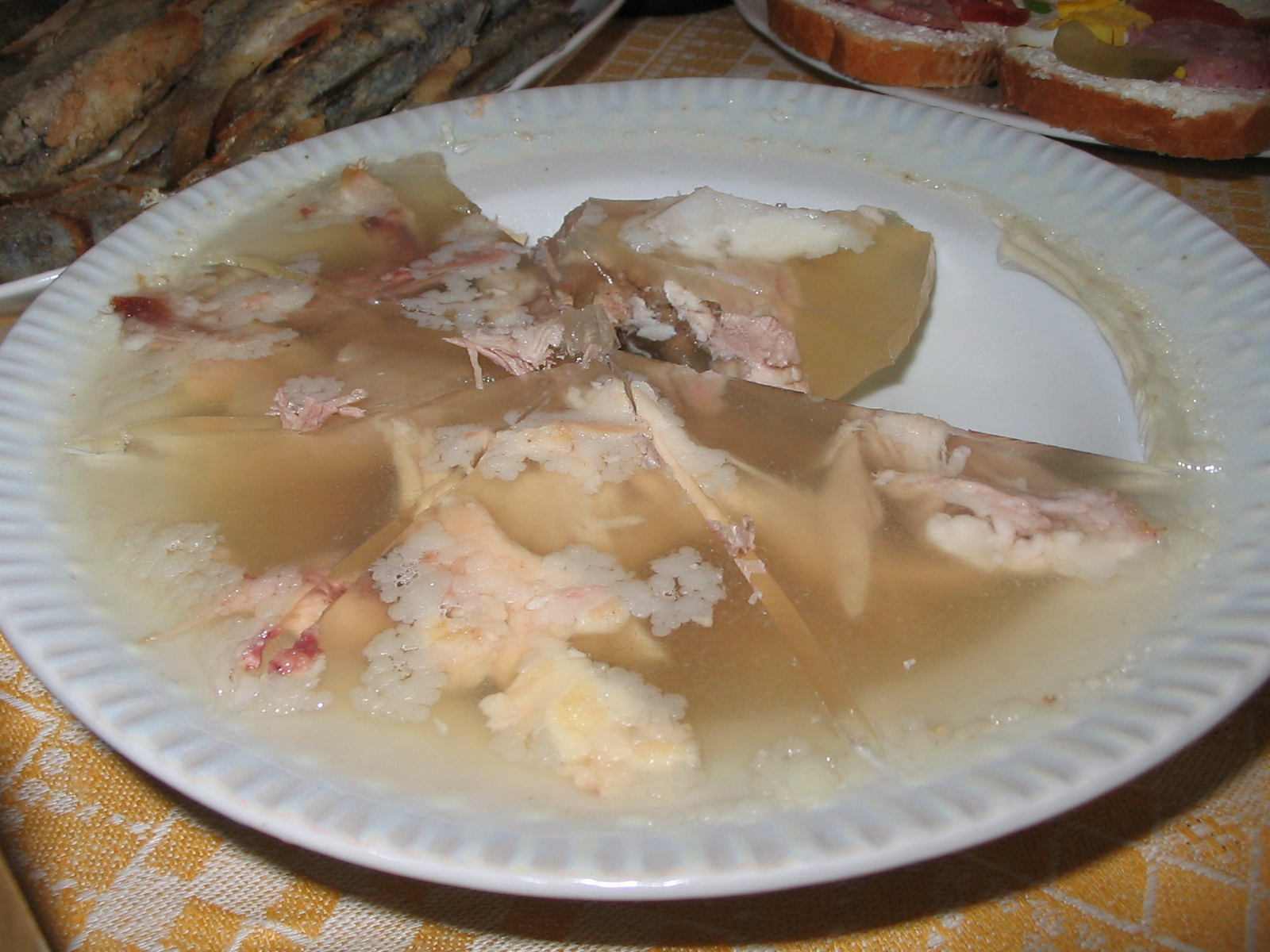
Chołodeć

Chołodeć (studeneć, ukr. холодець) – potrawa narodowa w licznych kuchniach europejskich, znana pod nazwą "холодець" (chołodeć) dla kuchni ukraińskiej, pod nazwą "холодец" (chołodiec) dla kuchni rosyjskiej, w kuchni białoruskiej pod nazwą "Квашаніна" (Kwaszanina), w kuchni czeskiej i słowackiej pod nazwą "Huspenina", w kuchni niemieckiej pod nazwą "Sülze", w kuchni węgierskiej pod nazwą "Kocsonya", w kuchni gruzińskiej pod nazwą "მუჟუჟი" (mużuży); w kuchni litewskiej pod nazwą "Šaltiena", w kuchni łotewskiej pod nazwą "aukstā gaļa", w kuchni estońskiej pod nazwą "sült". Polskim odpowiednikiem dania są galarety mięsne typu „zimne nóżki”.
W wersji ukraińskiej (również rosyjskiej, białoruskiej, litewskiej) jest to wywar z cielęciny, wieprzowiny lub mięsa drobiowego, gotowany z czosnkiem, cebulą, liściem laurowym, pieprzem. Dodaje się również chrzan, gorczycę i ocet. Przegotowany wywar rozlewa się do misek i wynosi w chłodne miejsce do zastygnięcia.